# Malcolm Alker
Malcolm Alker (Wigan, Inglaterra, 4 de noviembre de 1978-14 de enero de 2024) fue un jugador de rugby inglés que jugó en la posición de hooker.

## Carrera

### Club
Jugó toda su carrera con el Salford City Reds de 1997 a 2010, equipo con el que jugó 360 partidos, anotó 301 puntos, convirtió 75 tries y anotó un gol de campo. Ganó la Championship Cup en dos ocasiones.

### Selección nacional
Jugó para Inglaterra en dos ocasiones en 2005.

## Tras el retiro
En 2012 Alker publicó su autobiografía titulada The Devil Within. En su libro, Alker admitió haber usado cocaína y habla de su suspensión por el consumo de hormonas de crecimiento en sus años como jugador.
Alker fue sentenciado a cuatro años de libertad condicional el 12 de enero de 2018 por asalto a mano armada en un restaurante de KFC y una tienda de Tesco Express en Wigan el 31 de octubre de 2017.

## Logros
- Championship Cup (2): 2003, 2008